# Verleihung des Nestroy-Theaterpreises 2009

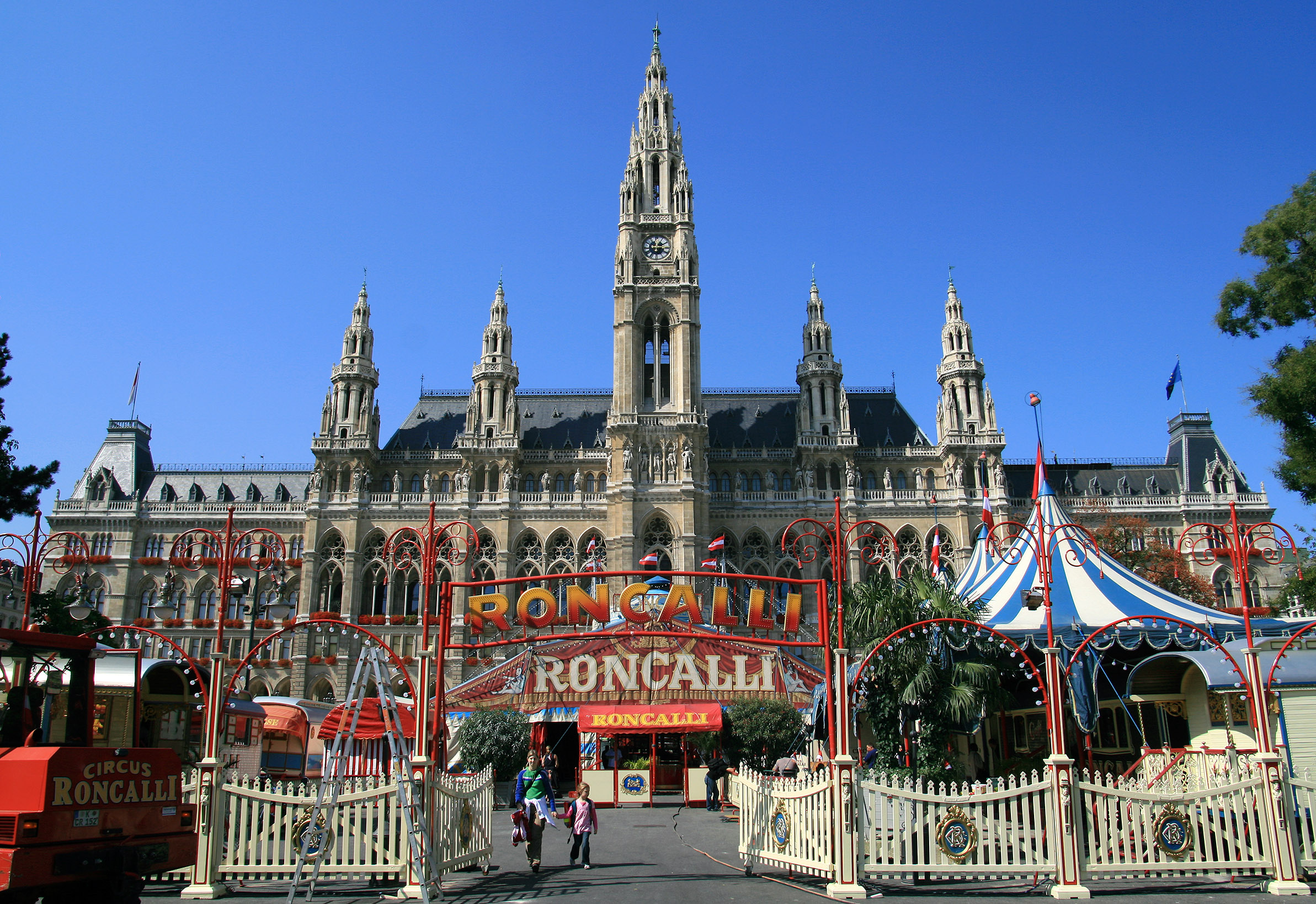
Circus Roncalli auf dem Rathausplatz, Ort der Preisverleihung 2009

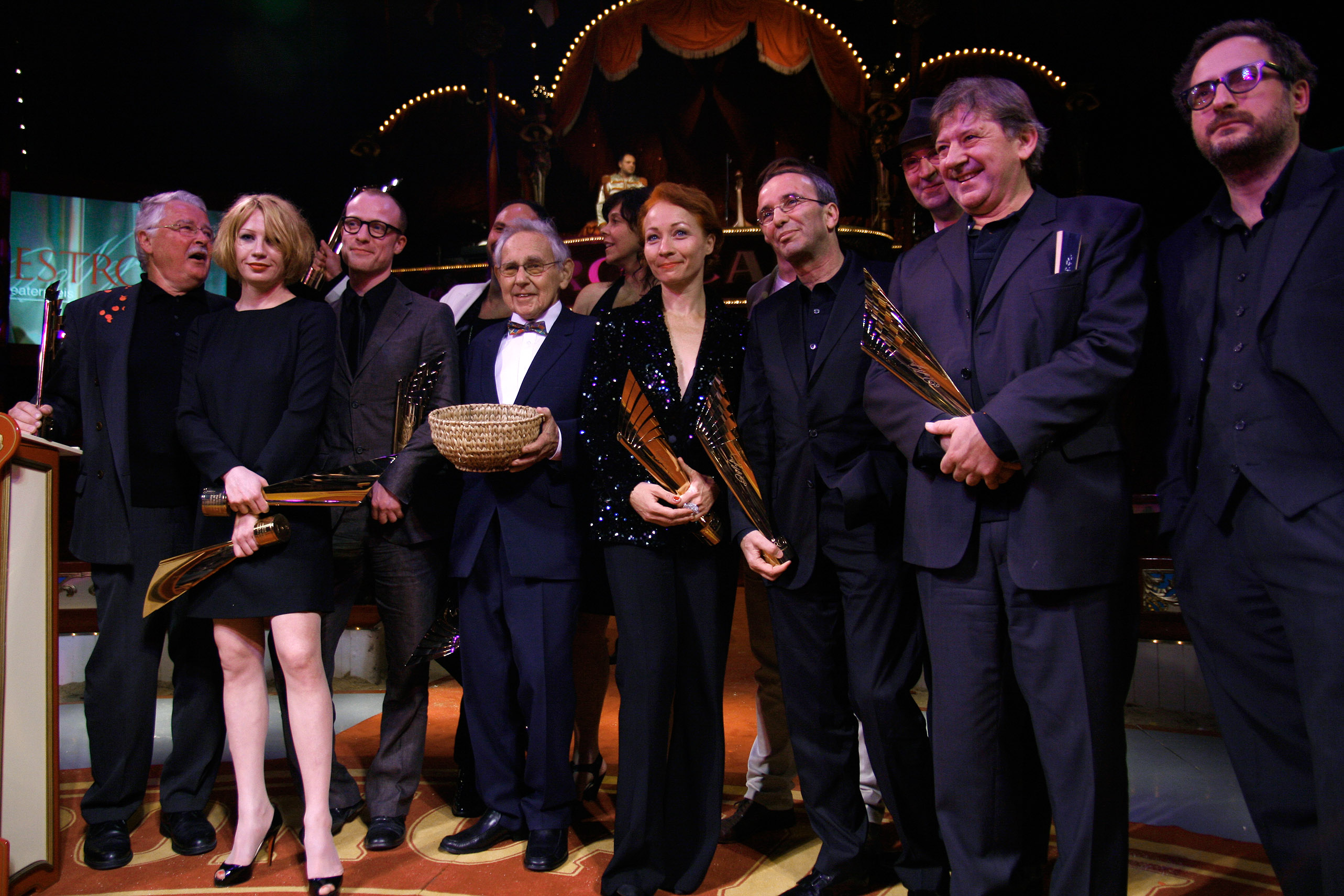
Preisträger des Jahres 2009

Die Nestroyverleihung 2009 war die zehnte Verleihung des Nestroy-Theaterpreises und fand am 12. Oktober 2009 im Zelt des Circus Roncalli statt, der während seines Wienaufenthalts auf dem Rathausplatz gastiert. Von den Gewinnern in den insgesamt zwölf Kategorien wurden drei schon im Vorfeld, die restlichen neun erst bei der Verleihungs-Gala bekannt gegeben.
Moderatoren der Preisverleihung waren Nicolaus Hagg und Christoph Wagner-Trenkwitz.

## Ausgezeichnete und Nominierte 2009
| Meiste Nestroys:      | Der Weibsteufel (3 Nestroys)      |
| Meiste Nominierungen: | Der Weibsteufel (3 Nominierungen) |

Anmerkung: Es sind alle Nominierten des Jahres angegeben, der Gewinner steht immer zuoberst. Die Verleihung des Nestroy 2009, bezieht sich auf die Theatersaison 2008/2009.

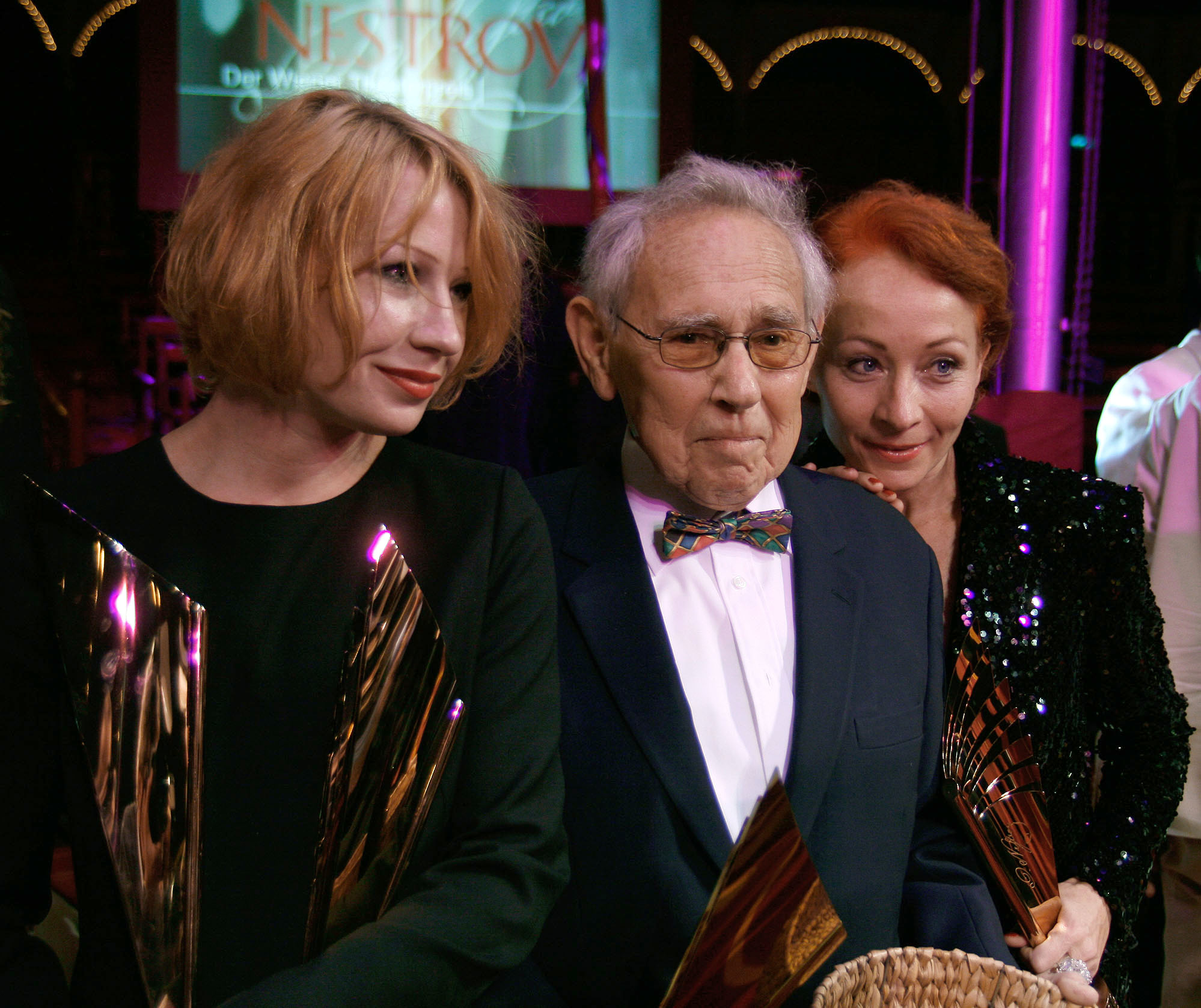
Birgit Minichmayr, Otto Tausig und Sona MacDonald

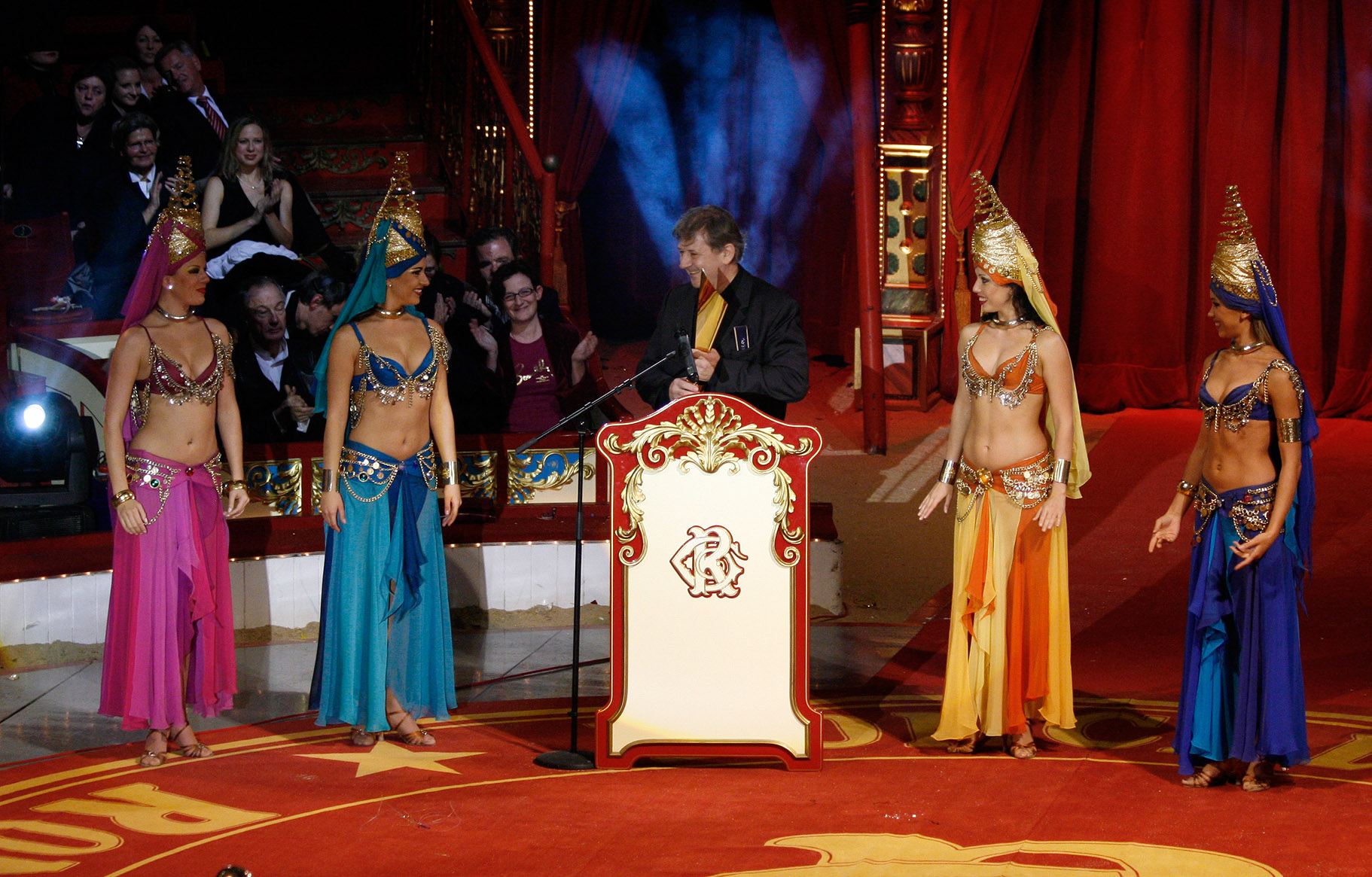
André Jung und Artistinnen des Circus Roncalli

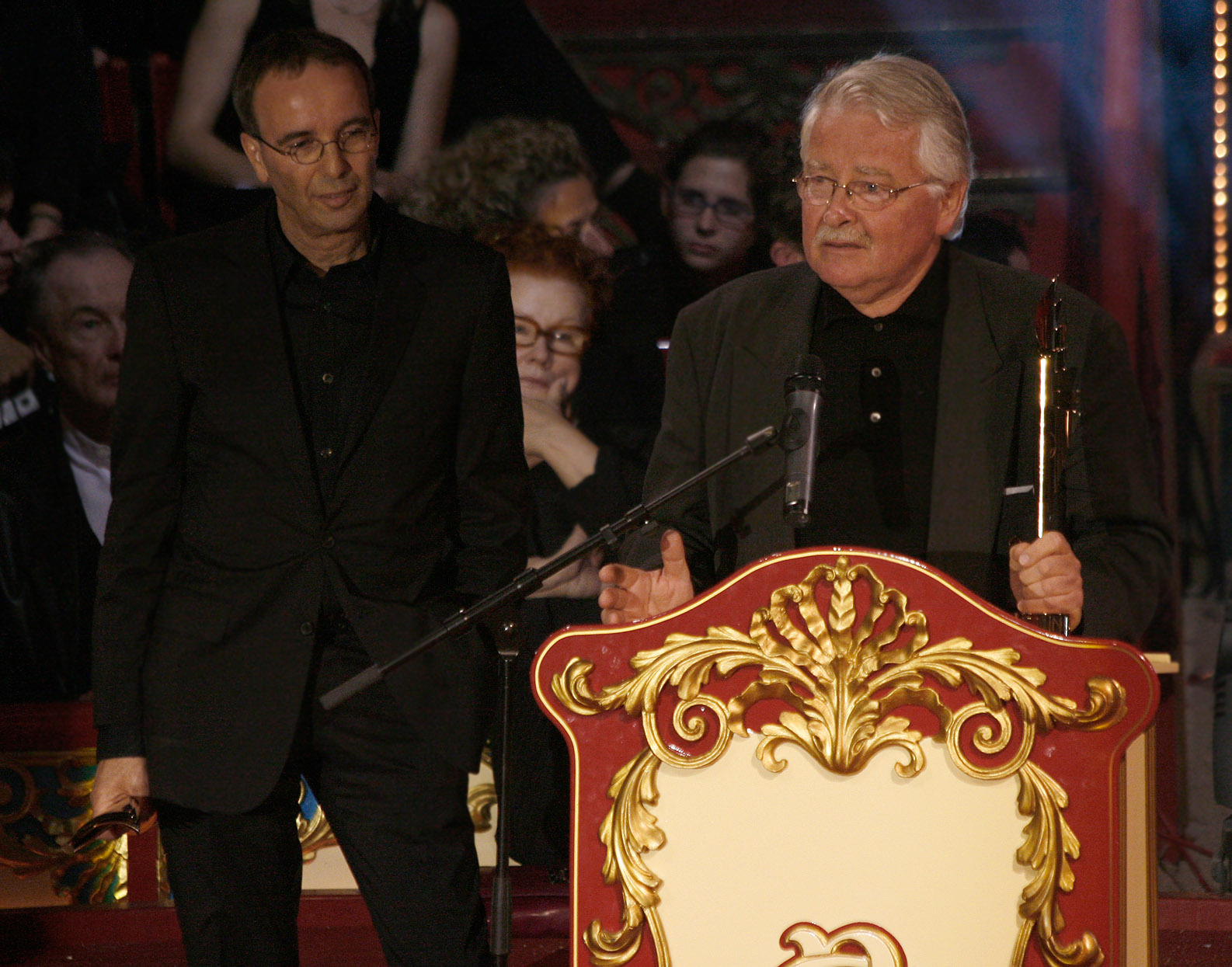
Jossi Wieler, Frank Baumbauer

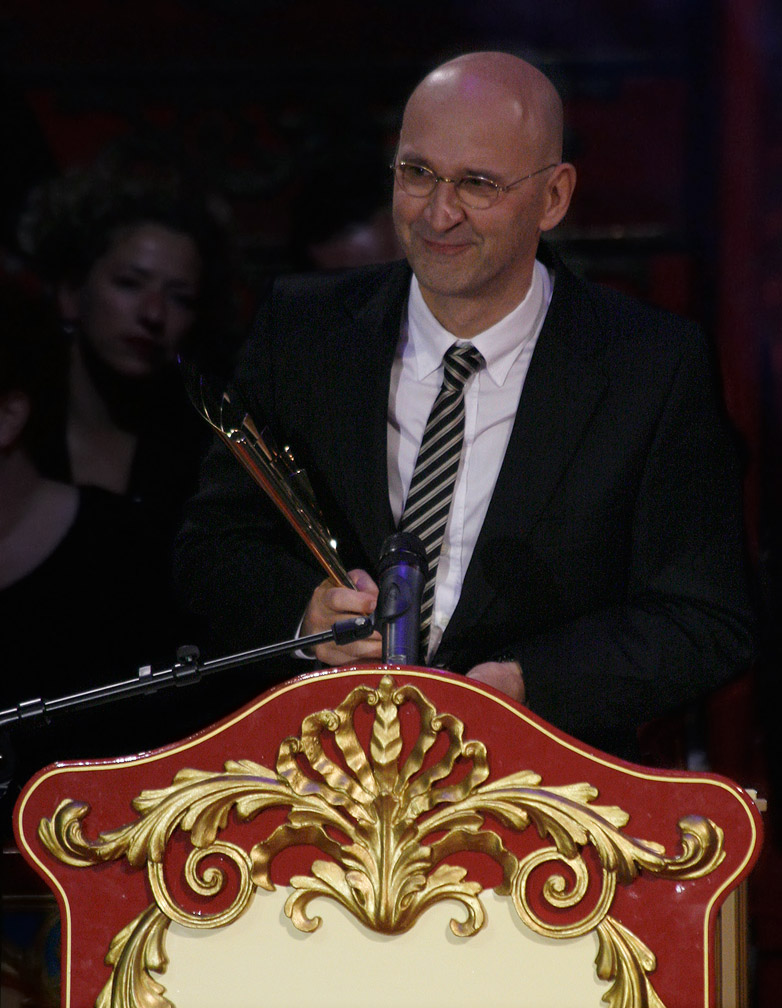
Martin Zehetgruber

### Beste deutschsprachige Aufführung
Rechnitz (Der Würgeengel) von Elfriede Jelinek – Inszenierung: Jossi Wieler, Ort: Münchner Kammerspiele
Die Möwe von Anton Tschechow – Inszenierung: Jürgen Gosch, Ort: Deutsches Theater Berlin
Der Prozess von Franz Kafka – Inszenierung: Andreas Kriegenburg, Ort: Münchner Kammerspiele

### Beste Regie
Martin Kušej – Der Weibsteufel – Akademietheater/Burgtheater
Viktor Bodó – Die Stunde da wir nichts voneinander wussten – Schauspielhaus Graz
Christoph Schlingensief – Mea Culpa. Eine ReadyMadeOper – Burgtheater

### Beste Ausstattung
Martin Zehetgruber – Der Weibsteufel – Akademietheater/Burgtheater
Stefan Heyne – Elementarteilchen – Landestheater Linz
Florian Lösche – Die Welt ist groß und Rettung lauert überall – Salzburger Festspiele/Thalia Theater Hamburg

### Beste Schauspielerin
Birgit Minichmayr – Der Weibsteufel (Weib) – Akademietheater/Burgtheater
Katja Jung – Invasion! (mehrere Rollen) – Schauspielhaus Wien
Tatja Seibt – Besuch bei dem Vater (Edith) – Theater in der Josefstadt

### Bester Schauspieler
André Jung – Das letzte Band / Bis dass der Tag euch scheidet oder Eine Frage des Lichts (Krapp) – Salzburger Festspiele/Münchner Kammerspiele
Bernd Jeschek – Das Fest (Helge) – Tiroler Landestheater
Peter Simonischek – Baumeister Solness (Halvard) – Schauspielhaus Graz

### Beste Nebenrolle
Sona MacDonald – Der Talisman (Constantia) – Theater in der Josefstadt
Michael Dangl – Floh im Ohr (Carlos Homenides) – Theater in der Josefstadt
Dietmar König – Trilogie des Wiedersehens (Richard) – Burgtheater

### Bester Nachwuchs
Gerrit Jansen – Ende gut, alles gut (Bertram) – Kasino am Schwarzenbergplatz
Verena Lercher – Baumeister Solness (Hilde Wangel) – Schauspielhaus Graz
Claudius von Stolzmann – Die Reifeprüfung (Benjamin) – Volkstheater (Wien)

### Beste Off-Produktion
Claudia Bosse – Bambiland

### Bestes Stück – Autorenpreis
Besuch bei dem Vater – Roland Schimmelpfennig – Theater in der Josefstadt

### Spezialpreis
brut für die gesamte Spielzeit
SZENE BUNTE WÄHNE für die Aktivitäten der gesamten Saison
uniT für den Retzhofer Dramapreis und seine Bühnenwerkstatt

### Lebenswerk
Otto Tausig

### Publikumspreis
Birgit Minichmayr